# Prácheňský káník
Prácheňský káník, též jihočeský káník nebo holub káník, je plemeno holuba domácího chované na území České republiky. Je to plemeno poměrně nové, uznané v roce 1941. Řadí se mezi užitková plemena, ale mnoho znaků má společných s plemeny barevných holubů, a v současnosti se šlechtí především na barevnost.
Prácheňský káník je pták dosahující hmotnosti 400-500 g. Tělo je krátké, mírně skloněné, hlava je vysoko nesená, zaoblená, s vyšším čelem a kratším, silným zobákem. Zobák má jemně růžovou barvu. Oko je oranžové až červené a je lemované jasně červenou obočnicí. Krk je středně dlouhý, hruď dobře klenutá a zmasilá, křídla se na ocasem nekříží. Nohy jsou střední až vyšší, s neopeřenými běháky či prsty.
Chová se v modifikované pštrosí kresbě: hlava s obojkem je barevná, ale na čele se vyžaduje bílá lysinka, barevná jsou též křídla, krajní letky jsou však bílé, záda a ocas. Opeření na jiných částech těla je bílé. Nejčastěji se chová v červené a žluté barvě, dále je uznaný barevný ráz černý, modrý bezpruhý, černopruhý a bělopruhý. Prácheňský káník je velice podobný plemeni český holub, od kterého se liší přítomností bílé lysinky na čele.